# Leptostylus quintalbus
Leptostylus quintalbus là một loài bọ cánh cứng trong họ Cerambycidae.